# Abazja
Abazja (łac. abasia, gr. αβασία) – objaw kliniczny polegający na niemożności chodzenia, poruszania całością lub częścią kończyny dolnej, niedowładzie lub całkowitym porażeniu spowodowanym urazem, czasami łączy się z innym objawem astazją. Objaw występuje jako element zaburzeń dysocjacyjnych lub schorzeń neurologicznych.
Chorzy z abazją zachowują pełną czynność kończyn dolnych w pozycji horyzontalnej. Spionizowani – nie są w stanie wykorzystać funkcji lokomocyjnych kończyn.
Abazja jest następstwem zaburzeń czynnościowych, występujących najczęściej w histerii (łącznie z astazją). Niekiedy jest następstwem zmian organicznych w ośrodkowym układzie nerwowym (guz płata czołowego, uszkodzeniu móżdżku, schyłkowy okres zespołów otępiennych) lub w błędniku.